# Vuurkruinhoningvogel
De vuurkruinhoningvogel (Dicaeum kampalili) is een vogelsoort uit de familie van de dicaeidae (bastaardhoningvogels). De soort is een afgesplitste ondersoort van de geelkruinhoningvogel. Het is een endemische soort uit de Filipijnen.

## Verspreiding en leefgebied
Er zijn twee ondersoorten:
- D. k. masawan: Zamboangaschiereiland, westelijk  Mindanao.
- D. k. kampalili: Mindanao (montane gebieden)

De vuurkruinhoningvogel komt voor in tropisch nevelwoud boven de 800 meter boven zeeniveau.